# Crimson Moonlight
Crimson Moonlight es una banda de unblack metal fundada por Gustav Elewsson, Petter Stenmark y Simon Rosen (Exguitarrista de Antestor). en 1997 en Jönköping (Suecia).
En su primer trabajo The Eternal Emperor surgió como una banda muy prometedora, temas adornados con abundantes teclados, y letras muy contundentes.

## Historia
En agosto del 97 graban el DEMO “Glorification of the Master of Light”, se le empiezan a abrir las puertas para salir de Suecia en junio del 98 tocando en Oslo (Noruega) en el DP Festival, tomando gran renombre en la escena cristiana nórdica, participando incluso en el compilatorio “In the shadow of Death” (producido por la END TIME) con uno de sus mejores temas “Blood cover my needs” en el año 2000.
Participa con su nuevos miembros en el compilatorio “Power from the sky” junto a importantes bandas como Wisdom Call, Sanctifica, Pantokrator entre otras, por aquel tiempo los nuevos miembros influenciaron musicalmente en gran manera para Crimson, llevándolo a cambiar su sonido, alejándose un poco del black metal, todo parecía obvio: Crimson Moonlight dejaría la brutalidad mostrado en sus anteriores temas, pues canciones como Touch of emptiness o Your face eran muy distintas a sus antecesores.
Pero entre enero y febrero de 2003 los Crimson Moonlight entran a estudios para grabar The Covenant Progress el cual sale bajo el sello de Rivel Records, un disco extremadamente rápido, técnico y violento, confirma a Crimson Moonlight como una de las mejores bandas de White Metal.
Hace poco Crimson lanzó el Song from the archives un libro abierto de la historia de esta banda, pues reúne toda su trayectoria incluyendo el concierto LIVE IN VARSAS 1998.
Luego de esto en el año del 2004 sacan su álbum "Veil of Remembrence" un álbum bastante bueno lleno de brutalidad y rapidez.
En 2006 un EP In Depths of Dreams Unconscious el cual contiene 4 temas bastante buenos.
Finalmente luego de 8 años, a través de su página en Facebook, indican la salida de un nuevo álbum " Divine Darkness", del cual; el 8 de noviembre estrenan Sencillo "The suffering" continuando con la intensidad y excelente calidad de sonido.

## Miembros actuales
- Pilgrim Bestiarius - Voz
- Per Sundberg - Guitarras
- Gustav Elowsson - Batería
- Johan Ylenstrand - Bajo
- Jonas Arvidsson - Guitarras

## Miembros anteriores
- Hubertus Liljegren - Guitarras/Bajo
- Samuel - Guitarras
- David Seiving - Bajo
- Petter - Guitarra, teclado (1997-1998)
- Erik Tordsson - Bajo
- Jani Stefanovic - Guitarra
- Jonas Arvidsson - Guitarra
- Jonathan Jansson - Guitars (1997—2000)
- Simon Lindh - Bass (1997—1999?)

## Discografía
- The Suffering (Single) (2014)
- In Depths of Dreams Unconscious (EP) (2006)
- Veil of Remembrance (2004)
- Songs from the archives (2003)
- The covenant progress (2003)
- Heralding The Dawn (Demo) (2001)
- Live in Värsås (Live álbum) (1998)
- Eternal Emperor (EP) (1998)
- Glorification of the Master of Light (Demo) (1997)